# Друга битка код Кулма
Битка код Кулма вођена је 17. септембра 1813. године између војске Првог француског царства са једне и војске Пруске, Русије и Аустрије са друге стране. Део је Наполеонових ратова, а завршена је победом савезника.

## Битка
Пошто је попунила губитке настале при походу на Дрезден, савезничка главна армија је 5. септембра поново кренула преко Рудних планина и допрла с претходницама центра до Пирне. Али, вест да се Наполеон приближава била је довољна да се покрет обустави и армија опет прикупи јужно од планине. Наполеон се с главнином задржао на главном планинском гребену. Француски 1. корпус је 17. септембра пре подне одбацио код Тељница истурену руско-пруску претходницу на главни положај код Кулма. Французи су запосели Арбесау и онда управили напад на лево крило савезничког положаја, али је аустријски 1. корпус прешао у противнапад и поново освојио Арбесау. Французи су, у међувремену, потисли на супротном крилу руске и пруске стрелце. Тада је генерал Цитен прешао у противнапад, одбацио Французе, спојио се с Аустријанцима пред Тељницама, где је напад заустављен због мрака. 